# 니더우어젤
니더우어젤(독일어: Niederursel)은 독일 헤센 주에 위치한 도시이다. 오버우어젤의 남동쪽에 위치하며, 프랑크푸르트의 교외 도시이기도 하다.